# Plaque d'immatriculation vaticane
En tant qu'État indépendant, le Vatican dispose de son propre système de plaques d'immatriculation depuis 1930. Ces plaques présentent un lettrage noir sur fond blanc et sont de deux types :
- CV + 4 à 5 chiffres pour les véhicules communs ;
- SCV + 1 à 5 chiffres pour les véhicules officiels de l'État.

## Historique

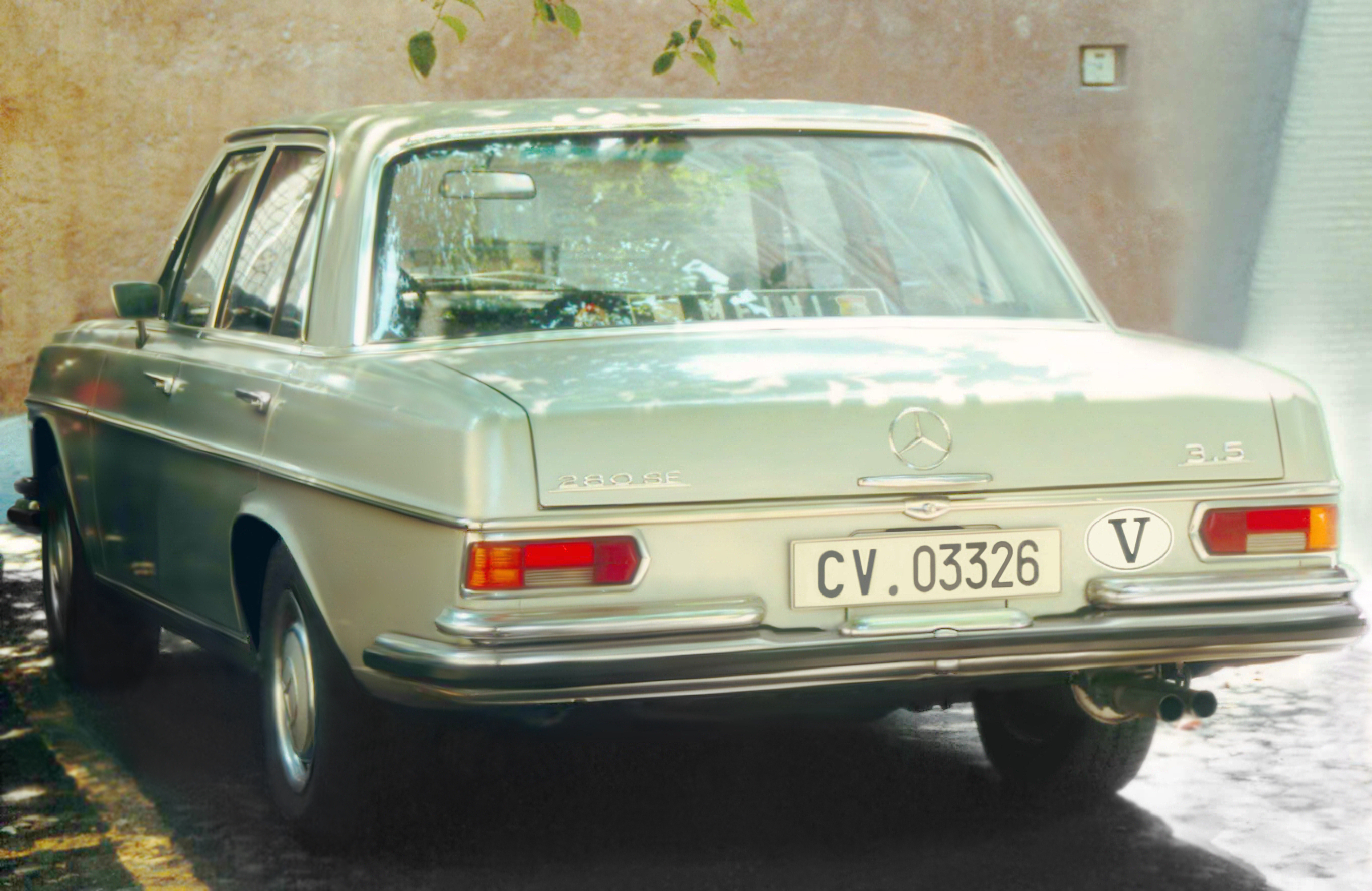
Une Mercedes 280 SE appartenant à un membre de la Garde suisse pontificale, immatriculée au Vatican et arborant une rare vignette "V" de l'État de la Cité du Vatican.

Après les accords du Latran, signés le 11 février 1929 entre le Saint-Siège et l'État italien, les premières plaques d'immatriculation du Vatican sont émises en 1930.
Ces premières plaques d'immatriculation comportaient un lettrage noir sur un fond blanc. Elles présentaient les lettres SCV, pour "Stato della Città del Vaticano", suivies d'un numéro variable, dont le premier chiffre était toujours le 0 pour les motos et les tracteurs. Suivant la règle alors en vigueur en Italie, les plaques avant étaient plus petites que les plaques arrière. Par ailleurs, sur les plaques arrière, les inscriptions étaient réparties sur deux lignes : les lettres SCV sur la ligne supérieure et le numéro sur la ligne inférieure.

Les plaques sont scellées sur le véhicule à l'aide d'un sceau en plomb, apposé entre le sigle CV ou SCV et le numéro.
Depuis 1981, les plaques avant et arrière ont les mêmes dimensions : 30 × 10 cm, et toutes les inscriptions sont disposées sur une seule ligne.

## Différents types de plaques

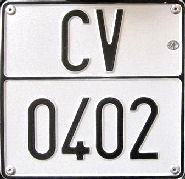
Plaque de deux-roues

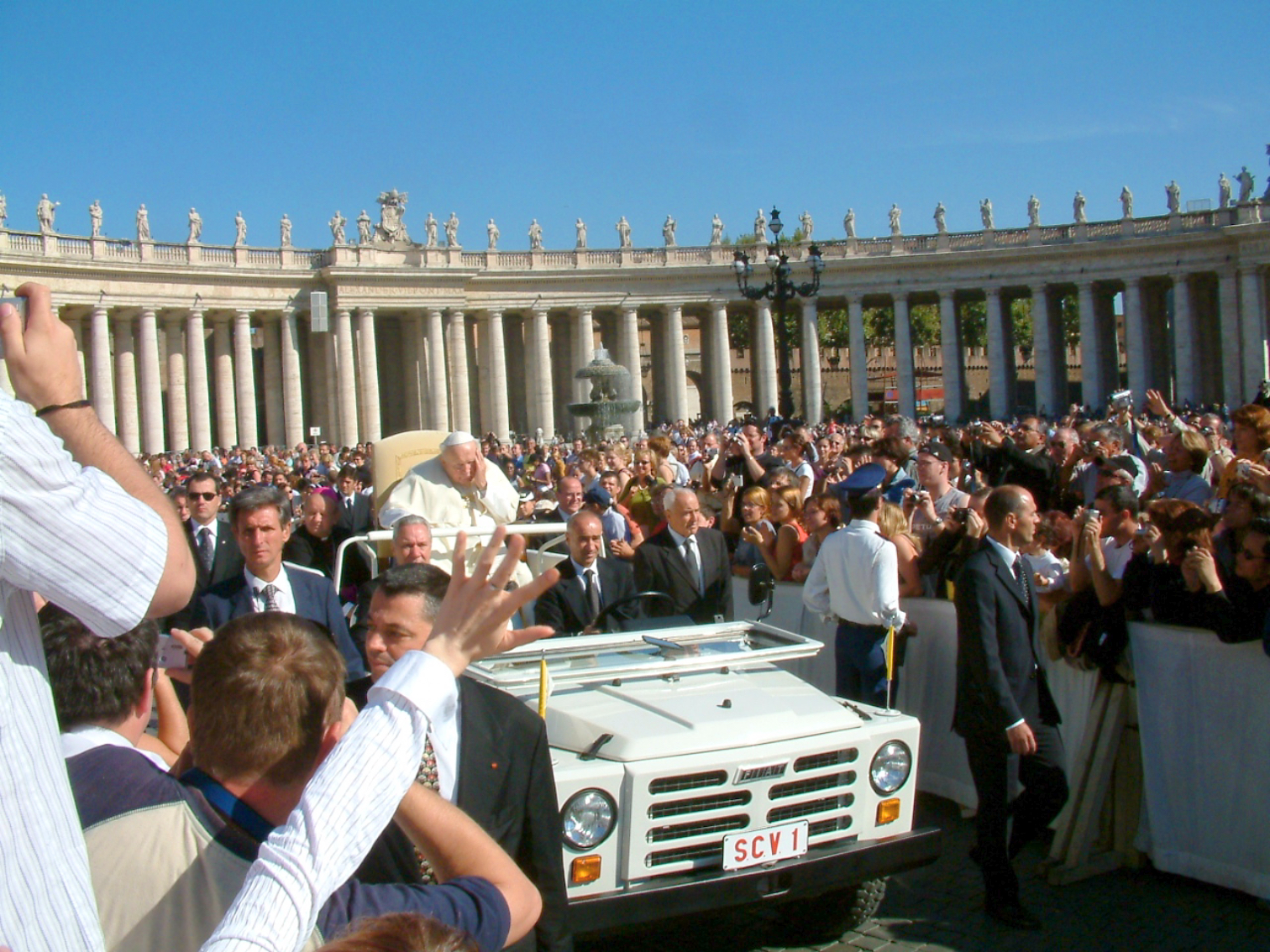
La papamobile sur la place Saint-Pierre en 2004 avec Jean-Paul II à son bord.

Les plaques actuelles ont été instaurées en 1988 ; elles sont semblables aux plaques en vigueur en Italie avant 1993.
Les véhicules ordinaires ont une immatriculation débutant par les lettres CV suivies d'une combinaison de :
- quatre chiffres pour les deux-roues ;
- cinq chiffres pour les autres véhicules et remorques, la numérotation débutant alors à 03000.

Les numéros des plaques sont attribués de façon croissante.
Les lettres SCV sont présentes sur les plaques des véhicules de l'État.

Les véhicules utilisés par le Pape et les cardinaux avaient des plaques spéciales, au lettrage rouge sur fond blanc, jusqu'en 1998. Depuis, seule la plaque SCV 1 du véhicule officiel du Pape arbore un lettrage rouge.
Il existerait au Vatican au moins deux plaques d'essai temporaires, dites "PROVA", portant cette mention en caractères rouges suivie du numéro en caractères noirs. Ces plaques sont dépourvues de sceau, bien qu'elles présentent l'emplacement prévu à cet effet.

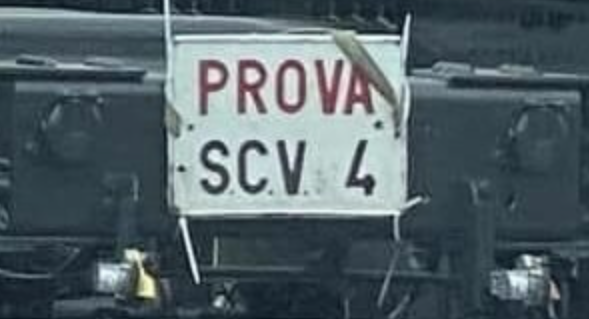
Plaque d'essai de l'État du Vatican